# Pont-Remy

Pont-Remy este o comună în departamentul Somme, Franța. În 1 ianuarie 2022 avea o populație de 1.467 de locuitori.